# Entomophaga vernalis
Entomophaga vernalis är en tvåvingeart som beskrevs av Takuji Tachi och Hiroshi Shima 2006. Entomophaga vernalis ingår i släktet Entomophaga och familjen parasitflugor. Inga underarter finns listade i Catalogue of Life.